# (2674) Pandare
(2674) Pandare, désignation internationale (2674) Pandarus, est un astéroïde troyen de Jupiter.

## Caractéristiques

### Orbite
Cet astéroïde est un troyen de la planète Jupiter, situé au point de Lagrange L5

### Physique
Il mesure 98 km de diamètre et possède un albédo relativement faible (0,04). C'est un astéroïde de type T.

## Découverte
Pandarus a été découvert à l'observatoire Oak Ridge aux États-Unis. Sa désignation provisoire est 1982 BC3.